# IC 4633
IC 4633 је спирална галаксија у сазвјежђу Рајска птица која се налази на листи објеката дубоког неба у Индекс каталогу.
Деклинација објекта је - 77° 32' 9" а ректасцензија 17h 13m 47,1s. Привидна величина (магнитуда) објекта IC 4633 износи 13,0 а фотографска магнитуда 13,7. Налази се на удаљености од 42,459 милиона парсека од Сунца. IC 4633 је још познат и под ознакама ESO 44-3, FAIR 841, AM 1705-773, IRAS 17062-7728, PGC 59884.